# Velenići
Velenići su naseljeno mjesto u općini Foči, Republika Srpska, BiH. Nalazi se uz granicu s Crnom Gorom, koja okružuje ovaj kraj s tri strane. Istočno su rudnici Šuplja stijena. Sjeveroistočno je rječica Sklopotnica, a sjeverno rječice Urva i Draževska rijeka.

## Stanovništvo
| Narod     | Popis 1961. | Popis 1971. | Popis 1981. | Popis 1991. |
| --------- | ----------- | ----------- | ----------- | ----------- |
| Hrvati    |             | 1           |             |             |
| Muslimani | 7           | 8           |             |             |
| Srbi      | 448         | 348         | 283         | 231         |
| ostali    | 27          | 24          | 1           | 1           |
| Ukupno    | 482         | 381         | 284         | 232         |